# デイキン・マシューズ
デイキン・マシューズ（Dakin Matthews,  1940年11月7日 - ）は、アメリカ合衆国の俳優、声優である。

## 来歴
1940年、カリフォルニア州・オークランドに生まれる。もともとは牧師になるため、サンフランシスコとイタリアの大学へ通っていた。しかし、次第に演劇のほうに興味を持ち始め、ジュリアード音楽院で演劇を学ぶ。
1960年代からサンフランシスコを拠点として、舞台でキャリアをスタート。ウィリアム・シェイクスピアの演目をもとに活動する「シェイクスピア・フェスティバル」に参加したことから、その組織のメンバーとなり、各地で舞台活動に励んだ。1980年代に入り、活動の拠点をロサンゼルスに変えると、ピアース・ブロスナン主演のテレビドラマシリーズ『探偵レミントン・スティール』でテレビデビュー。1987年にはダドリー・ムーアら出演のコメディ映画『ハモンド家の秘密』で映画デビューも果たした。それ以降は順調にキャリアを重ねており、コメディ映画から人間ドラマ、『チャイルド・プレイ3』などのホラー映画に至るまで様々なジャンルの映画やテレビに出演するバイブレーヤーでもある。近年ではスティーヴン・スピルバーグ監督作品の『リンカーン』や『ブリッジ・オブ・スパイ』などへも出演。『ブリッジ・オブ・スパイ』では、トム・ハンクス演じる弁護士を翻弄するベテラン判事を演じて印象を残している。
また、演劇講師としても知られており、ジュリアード音楽院での講師経験もあり、ケヴィン・クラインやパティ・ルポーンらに教鞭をとり、サンフランシスコでの教務経験時にはアネット・ベニングも生徒の一人だった。

## 出演作品

### 映画
- ハモンド家の秘密 Like Father Like Son (1987)
- ナッツ Nuts (1987)
- アメリカの選択 Terrorist on Trial: The United States vs. Salim Ajami (1988)
- パーマネント・レコード Permanent Record (1988)
- ファニー・ファーム 勝手にユートピア Funny Farm (1988)
- 偽りのヘブン Clean and Sober (1988)
- Wired (1989)
- 愛と疑惑の果てに Naked Lie (1989) ※テレビ映画
- 恋のゆくえ/ファビュラス・ベイカー・ボーイズ The Fabulous Baker Boys (1989)
- ゴースト・パパ Ghost Dad (1990)
- 幸せの誓い Fine Things (1990) ※テレビ映画
- リンカーン/アメリカを統一した男 The Perfect Tribute (1991) ※テレビ映画
- White Hot: The Mysterious Murder of Thelma Todd (1991)
- レッド・ターゲット/ 裏切りのロシア Under Cover (1991) ※テレビ映画
- 幼女誘拐～残された人形 ...And Then She Was Gone (1991) ※テレビ映画
- チャイルド・プレイ3 Child's Play 3 (1991)
- リボルバー/ 復讐の銃弾 Revolver (1992) ※テレビ映画
- 薔薇の銃弾 Criminal Behavior (1992) ※テレビ映画
- 派遣秘書 The Temp (1993)
- ライジング・サン Rising Sun (1993) ※ノークレジット
- アンダーカバー・ブルース／子連れで銃撃戦!? Undercover Blues (1993)
- 運命の瞬間/そしてエイズは蔓延した And the Band Played On (1993)
- 死の渓谷 White Mile (1994) ※テレビ映画
- アメリカが沈むとき The Enemy Within (1994)
- アル・フランケンはMr.ヘルプマン Stuart Saves His Family (1995)
- 女医 Nothing Lasts Forever (1995) ※テレビ映画
- ビーン Bean (1997)
- フラバー Flubber (1997)
- マーシャル・ロー The Siege (1998)
- ハリウッド・ミューズ Hollywood Muse (1999)
- 13デイズ Thirteen Days (2000)
- ファイティング・テンプテーションズ The Fighting Temptations (2003)
- トゥルー・グリット True Grit (2010)
- 第九軍団のワシ The Eagle (2011)
- リンカーン Lincoln (2012)
- ブリッジ・オブ・スパイ Bridge of Spies (2015)

### 声の出演
- スワン・プリンセス/ 白鳥の湖 The Swan Princess (1994)
- The Swan Princess: Sing Along (1998)
- Gen¹³ (2000) ※ビデオ作品
- 史上最強のグーフィー・ムービー Xゲームで大パニック! An Extremely Goofy Movie (2000)

### テレビドラマ
- 探偵レミントン・スティール Remington Steele (1985)
- セント・エルスウェア St. Elsewhere (1986)
- マトロック Matlock (1987)
- ニューハート Newhart (1988)
- ダラス Dallas (1988)
- アメリカン・プレイハウス American Playhouse (1989)
- Who's the Boss? (1991)
- Drexell's Class (1991 - 1992)
- L.A.ロー 七人の弁護士 L.A. Law (1992, 1993)
- ジェシカおばさんの事件簿 Murder, She Wrote (1992, 1993, 1995)
- ピケット・フェンス Picket Fences (1993)
- Dr.マーク・スローン Diagnosis Murder (1994, 2001)
- ザ・オフィス The Office (1995)
- 刑事ナッシュ・ブリッジス Nash Bridges (1996)
- フロム・ジ・アース/人類、月に立つ From the Earth to the Moon (1998)
- リベンジ/ 闇の処刑人 Vengeance Unlimited (1998)
- プロビデンス Providence (1999, 2002)
- ザ・ナニー The Nanny (1999)
- スタートレック:ヴォイジャー Star Trek: Voyager (1999)
- ザ・プラクティス ボストン弁護士ファイル The Practice (2000, 2003)
- ザ・ホワイトハウス The West Wing (2000)
- アリー my Love Ally McBeal (2000)
- ダーマ&グレッグ Dharma & Greg (2000)
- ギルモア・ガールズ Gilmore Girls (2000 - 2007)
- チャームド Charmed (2004)
- Judging Amy (2002)
- 弁護士ジャック・ターナー The Lyon's Den (2003)
- NYPDブルー NYPD Blue (2004)
- Dr.HOUSE House M.D. (2004)
- デスパレートな妻たち Desperate Housewives (2005 - 2012)
- クローザー The Closer (2005)
- スターゲイト SG-1 Stargate SG-1 (2006)
- デクスター 警察官は殺人鬼 Dexter (2006)
- ボストン・リーガル Boston Legal (2007)
- ミディアム 霊能者アリソン・デュボア Medium (2007)
- 弁護士イーライのふしぎな日常 Eli Stone (2008)
- コールドケース 迷宮事件簿 Cold Case (2010)
- ジェネラル・ホスピタル General Hospital (2010)
- トゥルーブラッド True Blood (2010)
- メンタリスト The Mentalist (2011, 2013)
- チャーリー・シーンのハーパー★ボーイズ Two and a Half Men (2011)
- グッド・ワイフ The Good Wife (2012)
- ビッグバン★セオリー/ギークなボクらの恋愛法則 The Big Bang Theory (2012, 2014)
- キャッスル 〜ミステリー作家は事件がお好き Castle (2012)
- デビアスなメイドたち Devious Maids (2013)
- エレメンタリー ホームズ&ワトソン in NY Elementary (2015)
- ブルーブラッド 〜NYPD家族の絆〜 Blue Bloods (2016)
- ギルデッド・エイジ -ニューヨーク黄金時代- The Gilded Age (2023)